# Rue Léon Savoir
La rue Léon Savoir est une clos bruxellois de la commune d'Auderghem dans le quartier du Parc des Princes qui aboutit sur la rue Firmin Martin sur une longueur de 70 mètres.

## Historique et description
Cette rue vit le jour en même temps que la rue Firmin Martin et quatre autres rues, en juillet 1958, et fut baptisée comme les autres du nom d'une victime de la Première Guerre mondiale. 
Le nom de la rue vient du soldat Léon Savoir, né à Molenbeek-Saint-Jean le 12 septembre 1892, mort du typhus le 2 novembre 1915 en tant que prisonnier de guerre à Dörnitz en Allemagne. Il était domicilié en la commune d'Auderghem.
- Premier permis de bâtir délivré à Etrimo, le 2 juillet 1958, pour des bungalows.